# Imagen Award
Der Imagen Award (Imagen = Spanisch für Image) wird von der Imagen Foundation, einer Organisation, die sich „die Förderung und Anerkennung der positiven Darstellung von Latinos in der Unterhaltungsindustrie“ zur Aufgabe gemacht hat, seit 1985 jährlich vergeben.

## Hintergrund
Im Jahr 1983 traf sich die Gründerin Helen Hernandez mit dem TV-Autoren und Produzenten, Norman Lear. Lear war sich dem fast vollständigen Fehlen von positiven Darstellungen von Latinos in der Unterhaltungsindustrie bewusst und verstand die Bedeutung der Darstellung von positiven Bildern. Die beiden trafen sich mit den Führern der National Conference for Community and Justice, einer Organisation, deren bürgerrechtlich und zivilgesellschaftlich orientiertes Engagement sich im Kampf gegen Vorurteile und rassistische Tendenzen widerspiegelt.
Das Ergebnis war die Imagen Foundation Awards Competition (oder kurz: Imagen Awards), die 1985 gegründet wurde. Mittlerweile ist dies eine Veranstaltung die einer jährlichen Hollywoodtradition folgt und fördert die Fernseh-, Film- und Werbebranche dabei, Latino-Schauspieler und -Produktionen in einer positiven und präzisen Art und Weise darzustellen. Die Tradition der Imagen Awards ist, diejenigen wichtigen Produzenten, Regisseure und Autoren, die hinter den Kulissen wirken, sowie die Latino-Schauspieler in ihren positiven Rollen zu erkennen und zu porträtieren.

## Entwicklung
Zu den  Geehrten gehören u. a. Andy García, Antonio Banderas, Phil Roman, Edward James Olmos, Bill Meléndez, Rita Moreno, Jennifer Lopez, Coté de Pablo, Raini Rodriguez, Raymond Cruz, Hector Elizondo, Robert Rodriguez und Jimmy Smits.